# Pryvitne
Pryvitne  (ucraniano: Привітне) es una localidad del Raión de Bilhorod-Dnistrovskyi en el Óblast de Odesa de Ucrania. Según el censo de 2001, tiene una población de 205 habitantes.

## Demografía
Según el censo de 2001, la mayoría de la población de Pryvitne era de habla ucraniana (91,54%), con una minoría de hablantes de rumano (1,37%-2,93%) y búlgaro (0,49%).